# Larry Buttrose
Larry Buttrose (16 de dezembro de 1952) é um escritor e jornalista australiano. Dentre suas obras literárias mais conhecidas estão A Long Way to Home (ao lado de Saroo Brierley), The King Neptune Day & Night Club, Cafe Royale, The Maze of the Muse e Sweet Sentence.
Conquistou repercussão também pela produção do musical Hot Shoe Shuffle, adaptação australiana de Heart of Darkness e Dom Quixote. No meio cinematográfico, roteirizou Ozymandias (1986) e Gino (1993).